# Cikolelet
Cikolelet is een bestuurslaag in het regentschap Serang van de provincie Banten, Indonesië. Cikolelet telt 4081 inwoners (volkstelling 2010).